# Малюр
Малюр (Malurus) — рід співочих з родини малюрових. Живуть в Австралії та Новій Гвінеї.

## Види
До роду відносяться 12 видів:
- Малюр білоплечий (Malurus alboscapulatus)
- Малюр синьоголовий (Malurus amabilis)
- Malurus assimilis
- Малюр фіолетовоголовий (Malurus coronatus)
- Малюр сапфіровий (Malurus cyaneus)
- Малюр синій (Malurus cyanocephalus)
- Малюр червоноплечий (Malurus elegans)
- Малюр різнобарвний (Malurus lamberti)
- Малюр білокрилий (Malurus leucopterus)
- Малюр червоноспинний (Malurus melanocephalus)
- Малюр індиговий (Malurus pulcherrimus)
- Малюр лазуровий (Malurus splendens)